# Sylvie Dufour
Sylvie Dufour (* 24. Januar 1979) ist eine ehemalige Schweizer Leichtathletin. Ihre Spezialdisziplin war der Siebenkampf. Sie startete für den ST Bern und belegt Platz zwei der ewigen Schweizer Bestenliste. Im Frühling 2009 gab sie aus Verletzungsgründen ihren Rücktritt vom Spitzensport bekannt. Dufour ist von Beruf Sportlehrerin. Sie ist 1,76 m gross und hat ein Wettkampfgewicht von 65 kg.

## Erfolge
- 2003: Schweizer Hallen-Meisterin Fünfkampf; 18. Rang Leichtathletik-Weltmeisterschaften Siebenkampf
- 2005: Schweizer Meisterin Siebenkampf
- 2006: 22. Rang Leichtathletik-Europameisterschaften Siebenkampf
- 2007: Schweizer Meisterin Siebenkampf; 27. Rang Leichtathletik-Weltmeisterschaften Siebenkampf

## Persönliche Bestleistungen
- Siebenkampf: 6112 Punkte, 17. Juni 2007 in Frauenfeld
- Fünfkampf (Halle): 4250 Punkte, 2. März 2003 in Magglingen